# Nils-Aron Berge

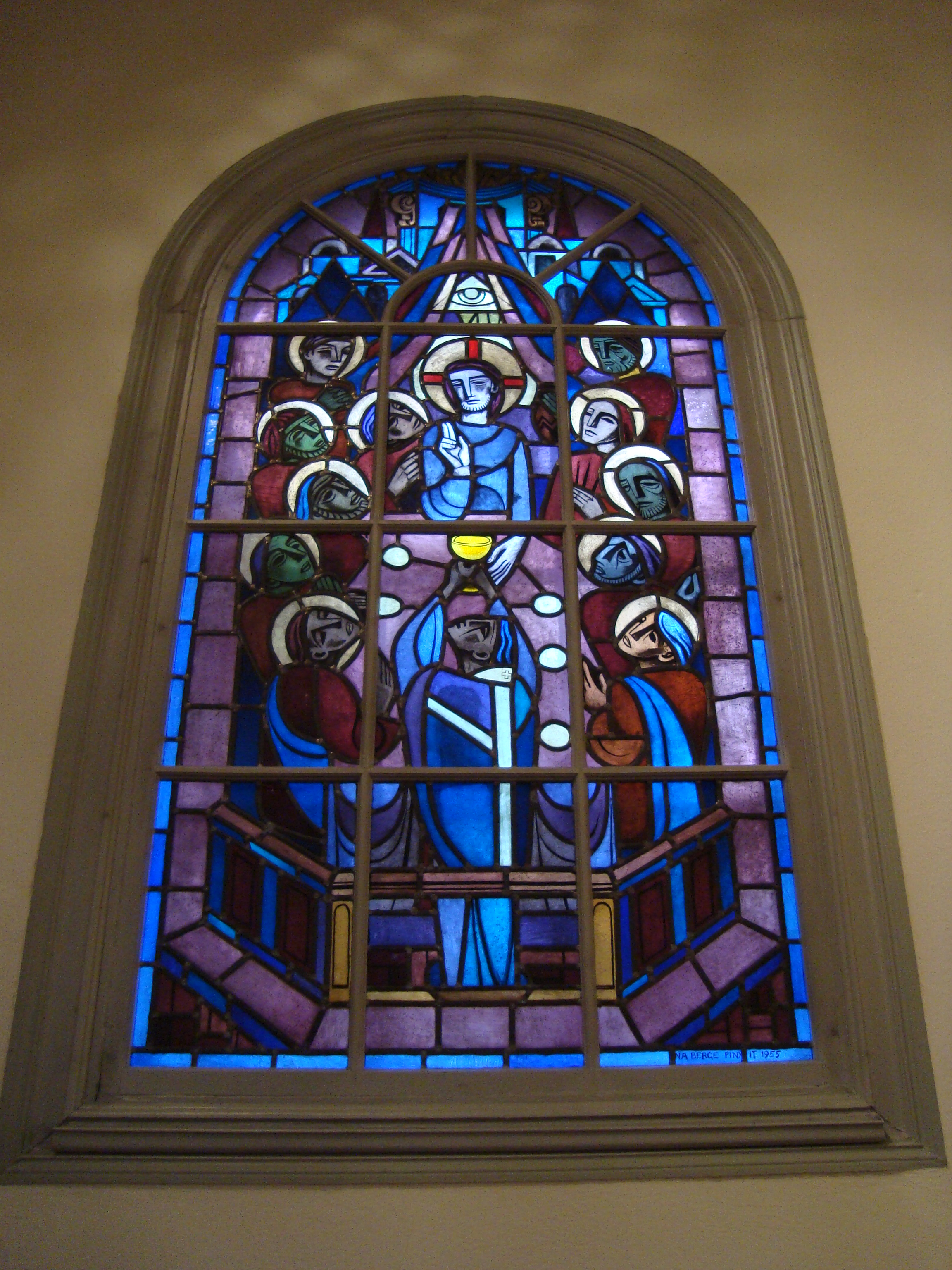
Korfönstret i Ludvika Ulrika kyrka utfört av Nils Aron Berge.

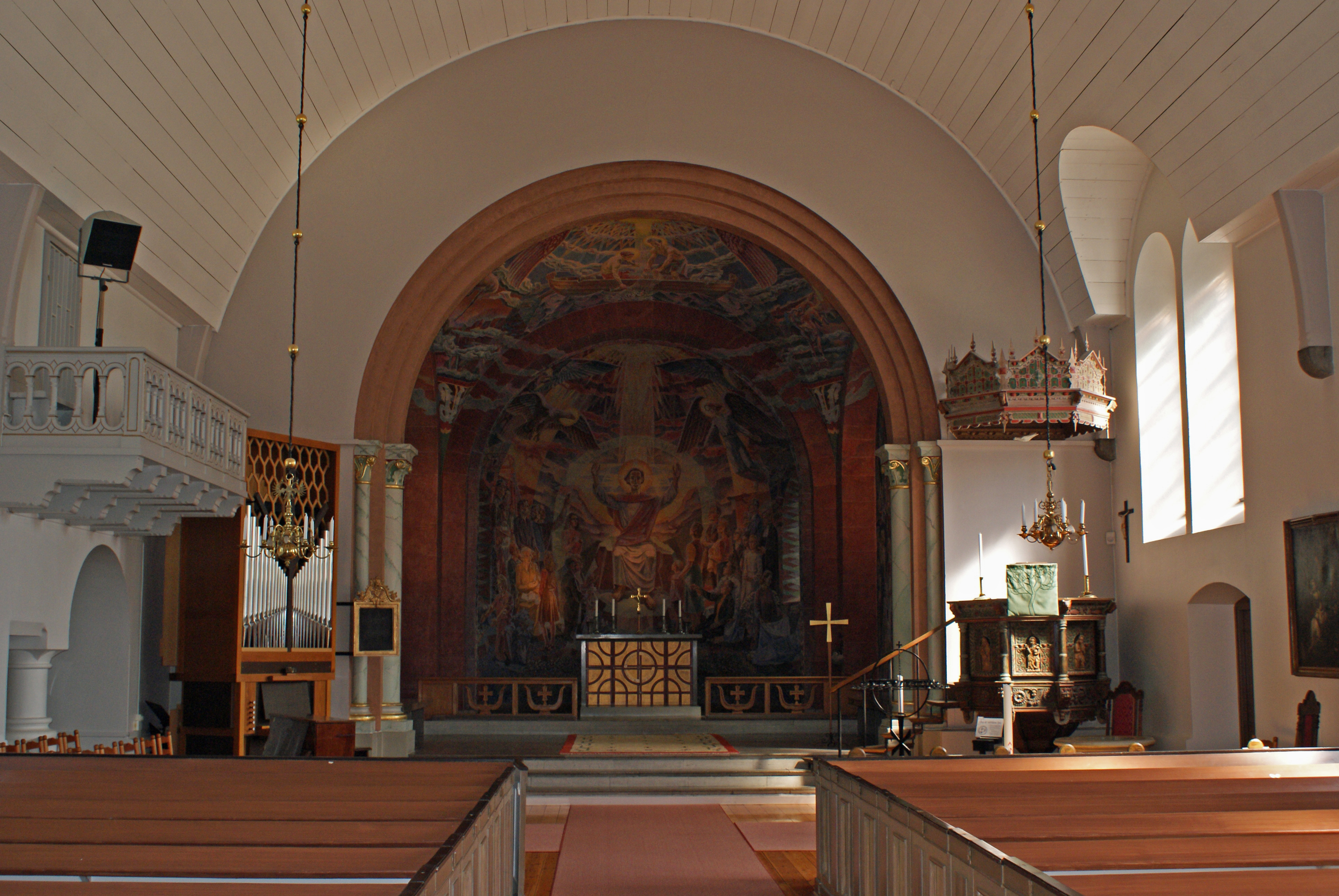
Sura nya kyrka med kormålning av Nils Aron Berge.

Nils Aron Gunnar Berge, född  14 maj 1916 i Sura i Västmanland, död  2 februari 1962 i Ekebyholm i Västmanland , var en svensk konstnär som främst gjorde glasmålningar och kyrkliga utsmyckningar som vägg- och takmålningar.

## Biografi
Berge studerade för Olle Hjortzberg 1933–1934 och för Otte Sköld 1935 samt på Konsthögskolan 1936–1939: Han företog studieresor till Estland och Ryssland 1937 samt till Danmark och Norge 1946.
Han finns representerad bland annat i Envikens nya kyrka, Staffanskapellet i Garpenbergs kyrka, Kumla kyrka i Sala, Sankt Lars kyrka i Hallstahammar, Sura nya kyrka i Surahammar, Västerledskyrkan i Stockholm och Andreaskyrkan i Malmö. I många av hans målningar finns kända personer eller människor i hans bekantskapskrets. I Hamra kyrka i Ljusdal finns en mindre altartavla av Berge där det var meningen att han skulle komplettera med en väggmålning, men detta kunde inte genomföras då Nils-Aron Berge omkom i en bilolycka innan han hann göra målningen klar.
Berge var son till komminster Nils Berge och dennes hustru Elisabet Borelius, syster till bland andra konstprofessorn Aron Borelius och fysikprofessorn Gudmund Borelius. Nils Aron Berge ingick äktenskap 31 december 1944 med Gunvor Neppelberg. 